# Schwarzmasken-Kleidervogel
Der Schwarzmasken-Kleidervogel (Loxioides bailleui), früher auch Palila genannt, ist eine vom Aussterben bedrohte Vogelart aus der Tribus der Kleidervögel (Drepanidini). Sein Finkenschnabel weist ihn als Vertreter der echten Finken aus. Kopf und Brust, die gold-gelb gefärbt sind, kontrastieren mit einem grauen oder weißen Bauch. Dieser Vogel lebt in enger Symbiose mit der Mamane (Sophora chrysophylla), ein Perlschnurbaum, der endemisch auf Hawaii ist. Der Schwarzmasken-Kleidervogel ist hauptsächlich wegen der Lebensraumzerstörung bedroht.
Émile Oustalet beschrieb die Art erstmals 1877. Ursprünglich wurde Loxioides bailleui  in die Gattung Psittirostra gestellt. Heute bildet der Schwarzmasken-Kleidervogel die einzige überlebende Art der Gattung Loxioides, die früher auch auf Kauaʻi und Oʻahu vorkam. Sein hawaiischer Namen ist o'u-po'opapale.

## Beschreibung
Bei den Schwarzmasken-Kleidervogeln sind Kopf und Brust gelb-gold. Am Bauch ist das Gefieder weiß oder gräulich, an der Oberseite grau. Die Flügel und der Schwanz sind grünlich. Die Finken besitzen kräftige schwarze Schnäbel. Sie erreichen eine Länge von 19 cm. Es gibt einen gemäßigten Geschlechtsdimorphismus. Die Männchen sind leuchtender gefärbt und besitzen schwarze Zügel zwischen Schnabel und Augen.

## Stimme
Der Schwarzmasken-Kleidervogel hat einen kurzen Ruf und einen melodiösen Gesang. Der Ruf ist zweisilbig und ist laut während des Morgens und Abends zu hören, wenn die Vögel auf Nahrungssuche sind.

## Verbreitung
Gegenwärtig ist das Vorkommen des Schwarzmasken-Kleidervogels auf die oberen Hänge des Mauna Kea auf der Insel Hawaii beschränkt. Der Schwarzmasken-Kleidervogel lebt in Höhen von 2000 m bis 2900 m über dem Meeresspiegel. Die Populationsdichte dieser Vögel steigt in Gebieten, wo das Nahrungsangebot, die Hülsenfrüchte der Mamane, stärker vorhanden ist.

## Lebensweise und Verhalten
Der Schwarzmasken-Kleidervogel favorisiert trockene Mamane- und Mamane-Naio-Wälder, gewöhnlich zwischen 2.000 und 2.850 m über dem Meeresspiegel. Pukiawe, Grasländer, Lavafelder und einheimisches Unterholz sind notwendig für sein Überleben.
Die Nahrung besteht fast ausschließlich aus den Samen der jungen Mamane-Hülsenfrüchte. Sie fressen die Samen, in dem sie die Hülsenfrüchte mit einem Fuß festhalten und ihren dicken spezialisierten Schnäbel einsetzen, um die grünen bitteren Samen zu entfernen. Außerdem ernährt sich der Schwarzmasken-Kleidervogel von Naio-Beeren (Myoporum sandwicense) und Mamane-Blüten sowie von Knospen und jungen Blättern. Als zusätzliches Nahrungsangebot dienen Raupen (z. B. der Mottenart Cydia latifemoris) aber auch andere Insekten, aus denen er seinen Proteinbedarf bezieht.
Das Angebot der Mamane-Samen beeinflusst die Reproduktionsrate und das Überleben der erwachsenen Vögel. Schwarzmasken-Kleidervögel beginnen die Samen in höheren Lagen zu fressen und wandern dann allmählich hangabwärts. Während der Dürre, wenn die Mamane-Samen knapp sind, versuchen die meisten Vögel noch nicht mal zu brüten.
Die Brutzeit dauert von Februar bis September. Das Weibchen baut ein Nest aus Gräsern, Stängeln, Wurzeln und der Rinde des Mamane-Baumes. Flechten und Blättern dienen zur Auspolsterung des Nestes. Normalerweise besteht das Gelege aus zwei Eiern. Beide Eltern beteiligen sich an der Jungenaufzucht. Die Jungen bleiben 31 Tage im Nest, bevor sie flügge werden.

## Bestand und Gefährdung
Der Schwarzmasken-Kleidervogel kommt heute in weniger als 10 % seines ursprünglichen Verbreitungsgebietes vor. In prähistorischer Zeit bewohnte der Schwarzmasken-Kleidervogel sogar Niederungen auf Oʻahu. Zu Beginn des 20. Jahrhunderts war der Schwarzmasken-Kleidervogel auf Hawaii noch häufig anzutreffen. Er lebte auf den oberen Hängen des Mauna Kea, den nordwestlichen Hängen des Mauna Loa und den östlichen Hängen des Hualālai. 1944 nahmen die Wissenschaftler an, dass der Schwarzmasken-Kleidervogel fast ausgestorben sei. Am 11. März 1967 wurde der Schwarzmasken-Kleidervogel vom United States Fish and Wildlife Service als bedrohte Tierart eingestuft.  1975 wurde der Bestand auf nur noch 1.614 Exemplare geschätzt. 1978 wurden auf gerichtliche Anordnung verwilderte Schafe und Ziegen aus den kritischen Lebensräumen des Schwarzmasken-Kleidervogels entfernt. Bei jährlichen Zählungen zwischen 1980 und 1996 variierten die Schätzungen zwischen 1.584 und 5.683 Exemplare, jedoch ohne einheitliche Trends. 1997 kamen 72 % des Gesamtbestandes am Westhang des Mauna Kea vor. Im Jahre 2003 schätze BirdLife International die Population auf 6.000 Individuen. Während einer Zählaktion im Zeitraum 2008/2009 wurden nur noch 2.200 Individuen nachgewiesen. 2009 wurde die Art von BirdLife International von der Kategorie „stark gefährdet“ (endangered) in die Kategorie „vom Aussterben bedroht“ (critically endangered) hochgestuft.